# گریس گرمایی

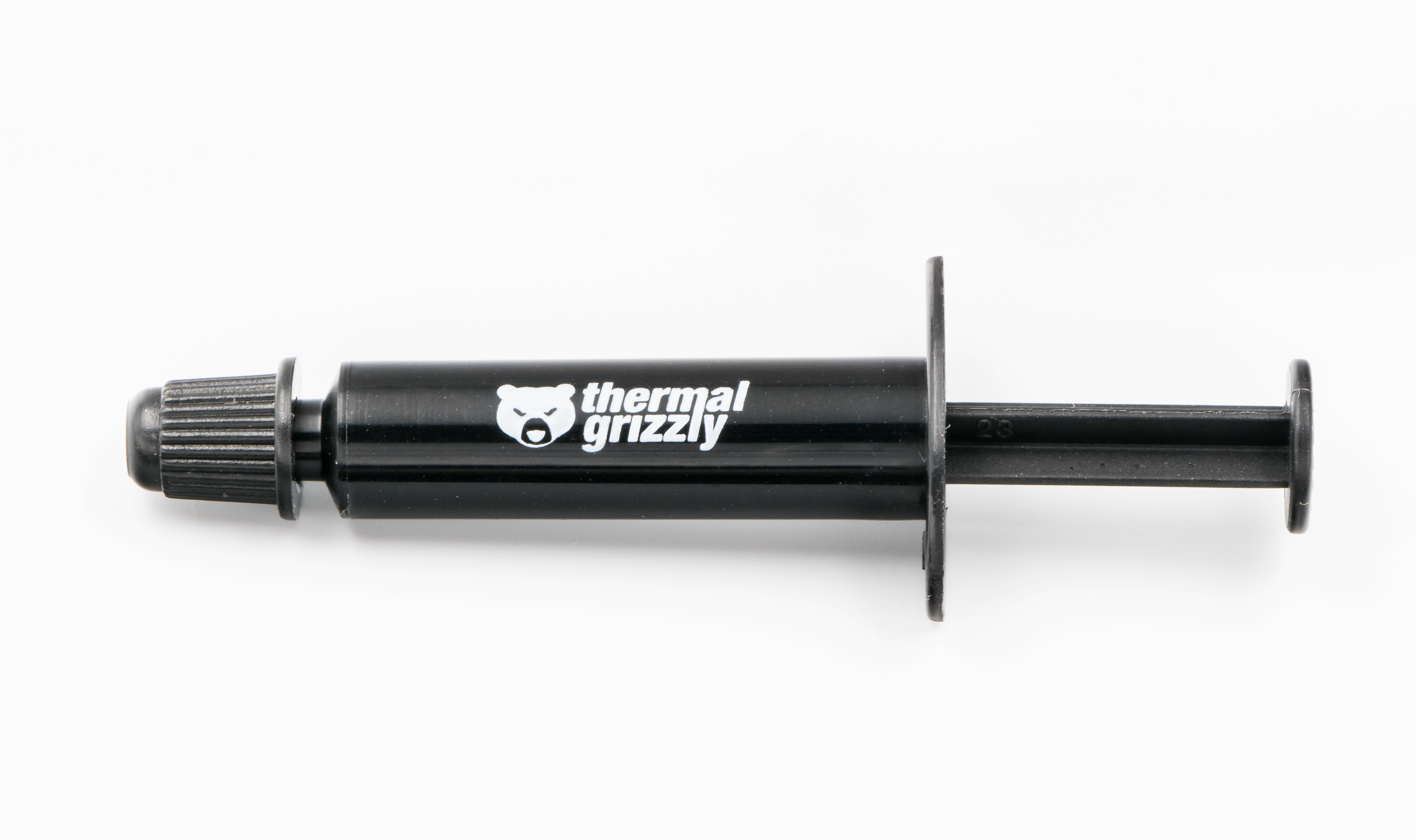
یک گریس گرمایی از شرکت ترمال گریزلی

گریس گرمایی (به انگلیسی: Thermal grease) یا (به انگلیسی: CPU grease, heat paste, heat sink compound, heat sink paste, thermal compound, thermal gel, thermal interface material, thermal paste, or grey goo) در فارسی خمیر سیلیکون  یک نوع رسانای گرمایی از جنس پلیمر بوده که معمولاً میان گرما بر ( هیت سینک )و قطعه داغ شونده قرار می‌گیرد تا شکاف‌های نانومتری هوای میان گرمابر (هیت‌سینک یا انبار حرارتی) و قطعه داغ شونده را کاهش داده که سبب افزایش انتقال گرما و خنک کاری بهتر قطعه نیز می‌گردد.

## سازوکار

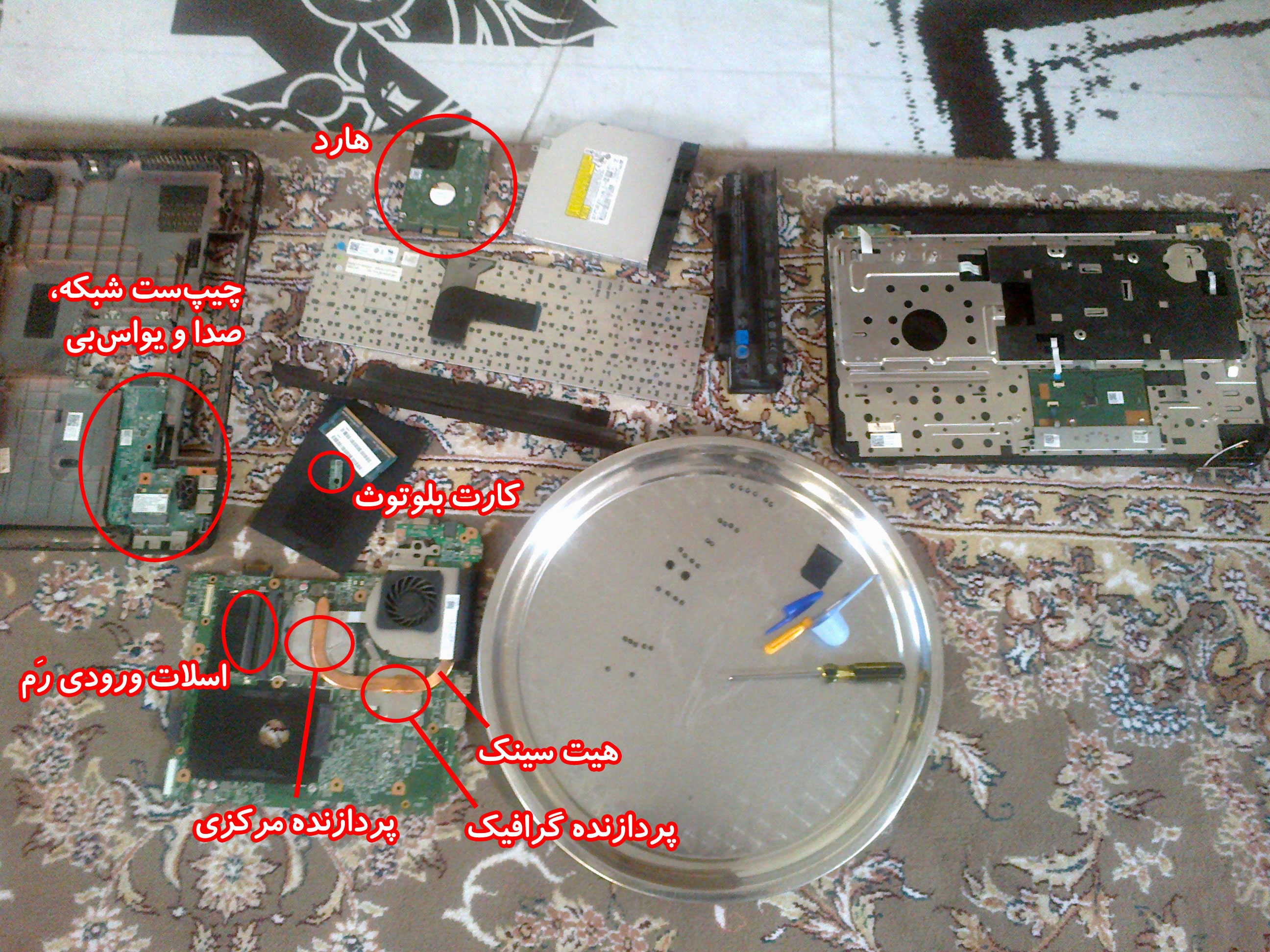
یک عدد لپ‌تاپ دل ان۵۱۱۰ کور آی۷ باز شده برای تعویض گریس گرمایی (ترمال گریس یا همان خمیر سیلیکون) پردازنده مرکزی و پردازنده گرافیک

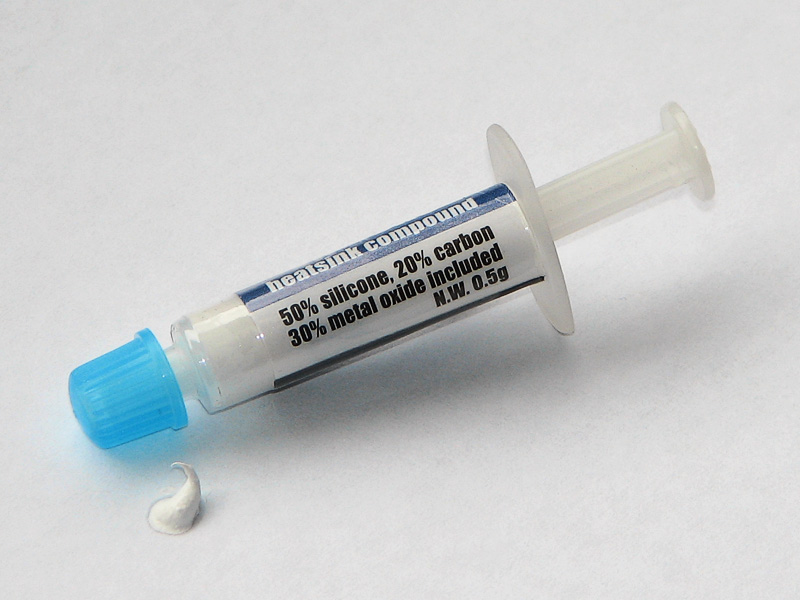
Silicone thermal compound

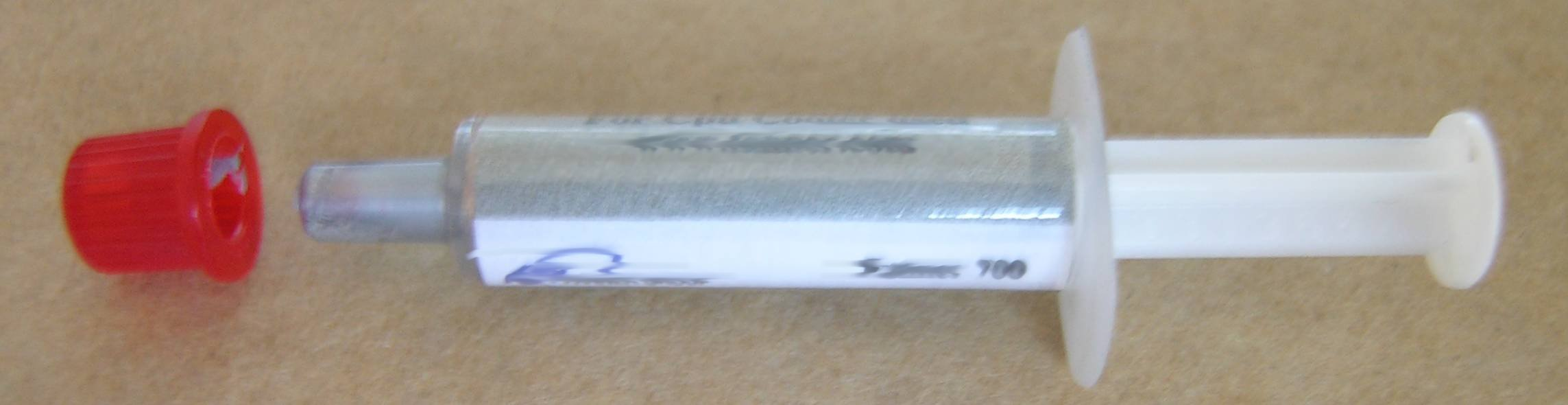
Metal (silver) thermal compound

-توجه: این متن تجربیات شخصی یک تعمیرکار است-
هوای بین قطعه و گرمابر مانند عایق حرارتی عمل می‌کند و نبود خمیر سیلیکون موجب افزایش حرارت شدید، ناپایداری و سوختن قطعه می‌شود. بسیاری از لپ‌تاپ‌هایی که دارای پردازنده قوی هستند خمیر سیلیکون پس از چند سال خشک می‌شود و در نتیجه اگر تعویض نشود در سیستم‌هایی که از کارت گرافیک مجتمع استفاده می‌کنند ممکن است مانیتور لپتاپ گاهی شروع به چشمک زدن به سیاهی بکند. انواع خمیر حرارتی های متنوع در بازار شامل خمیر سیلیکون، خمیر سرامیک تا خمیر نقره و انواع مختلف می‌باشند. برخی خمیرها از رنگ‌های متنوع و جذاب برای  تبلیغات استفاده می‌کنند مثلاً رنگ خاکستری برای شبیه شدن به خمیر نقره است، حتی خمیرهای طلایی‌رنگ نیز وجود دارند. در سیستم‌های بسیار قوی در شرایط خاص افراد حرفه‌ای حتی گاهی از جیوه نیز استفاده می‌کنند. برچسب‌ها یا پدهای حرارتی برای انتقال حرارت پردازنده‌های قوی مناسب نیستند و فقط برای چیپ‌های حساس استفاده می‌شوند و رسانایی گرمایی بالایی ندارند. اکثر تعمیرکاران لپ‌تاپ در تهران از خمیرهای ساده برای لپ‌تاپ‌ها استفاده می‌کنند. واحد رسانندگی گرمایی با وات بر متر کلوین اندازه‌گیری می‌شود. خمیرهای ساده سفید سیلیکون که گاهی تقلبی و سرامیک هستند رسانایی یک دارند اما خمیرهای نقره بر حسب آنکه تا چه اندازه از نقره در آن استفاده شده باشد تا ۸ واحد رسانایی دارند. استفاده از فلز مایع می‌تواند رسانایی را تا ۴۰ واحد برساند. قیمت رساناهای قوی بسیار بالاست و برای سیستم‌های ساده یا پردازنده‌های متوسط توصیه نمی‌شود معمولاً برای ۸ هسته‌ای‌های پر مصرف کاربرد دارد.
سطح براق و سیقلی پردازنده‌ها و گرمابرها که ممکن است مس باشند برای کاهش ناهمواری تا حداکثر میزان ممکن است در نتیجه در زمان تعویض خمیر حرارتی باید با ابزاری لطیف سطح را از خمیر پیشین کاملاً پاک نمود که به سطح سیقلی آسیب نرساند و نسبت به قطعات بسیار ریز لحیم شده به قطعه که ممکن است شبیه مربع های قهوه ای به نظر برسند دقت مضاعف داشت.
استفاده مستمر (چند وقت یک‌بار) از برنامه‌های کنترل سلامت قطعات مانند HWMonitor بدون نیاز به رجوع به BIOS می‌تواند به سلامت سیستم مورد نظر و پیشگیری از آسیب کمک کند.
.

## کاربرد و موارد استفاده
خمیر سیلیکون در دستگاه ها و تجهیزات الکترونیکی کاربرد دارد از جمله:
- رایانه های شخصی
- کامپیوتر ها
- رایانه قابل حمل ( لپتاپ )
- برخی تلفن های همراه
- لوازم خانگی برقی مانند لباسشویی
- لامپ های LED 
- تقویت کننده های صوتی ( آمپلی فایر ) و ...